# Amelia Earhart
Amelia Mary Earhart (Atchison, Kansas, 1897. július 24. – eltűnt: Csendes-óceán, 1937. július 2.) a repülés amerikai származású női úttörője, az első jelentős női pilóta. Sok olyan utat tett meg Lockheed Vega monoplán gépével, amellyel vagy rekordot állított fel, vagy elsőként tette meg sikeresen.
Életét filmek, könyvek, tévésorozatok is feldolgozták, nevét iskolák, társaságok, alapítványok, kisbolygók és egy holdkráter is viseli.

## Élete
Amelia Mary Earhart és nővére, Muriel gyerekként sohasem töltött sok időt egy helyen az Egyesült Államokban, mert apjuk folyamatosan munkát keresett. A lányok egy ideig a nagyszüleikkel éltek. Jó nevelést kaptak, szerettek olvasni és zenét hallgatni.
1917-ben, egy évvel azután, hogy befejezte a középiskolát, Earhart belépett a Kanadai Vöröskereszt szervezetébe, hogy az első világháborúban harcoló amerikai  katonákon segíthessen. Egy katonai kórházban dolgozott, és az oda kerülő repülős páciensekkel való beszélgetések felkeltették a figyelmét a repülés iránt.
Első alkalommal 1920-ban repült, mint utas, és egyből beleszeretett a repülésbe. Elkezdett pilótaleckéket venni, bár szülei ezt ellenezték. Miután megszerezte a pilótaigazolványt, teherautó vezetésével összeszedett annyi pénzt, amiből repülőgépet vehetett.
Heteken belül női magassági rekordot állított fel 4300 méter elérésével. A rekord nem állt fenn sokáig, de jól jelezte Earhart elszántságát.
Az 1920-as évek közepére szülei elváltak, Amelia az anyjával maradt, a Massachusetts állambeli Bostonban vállalt állást, előbb mint angoltanár, majd mint szociális munkás (social worker), és a hétvégeken kedvtelésből repült.

## Hírnév

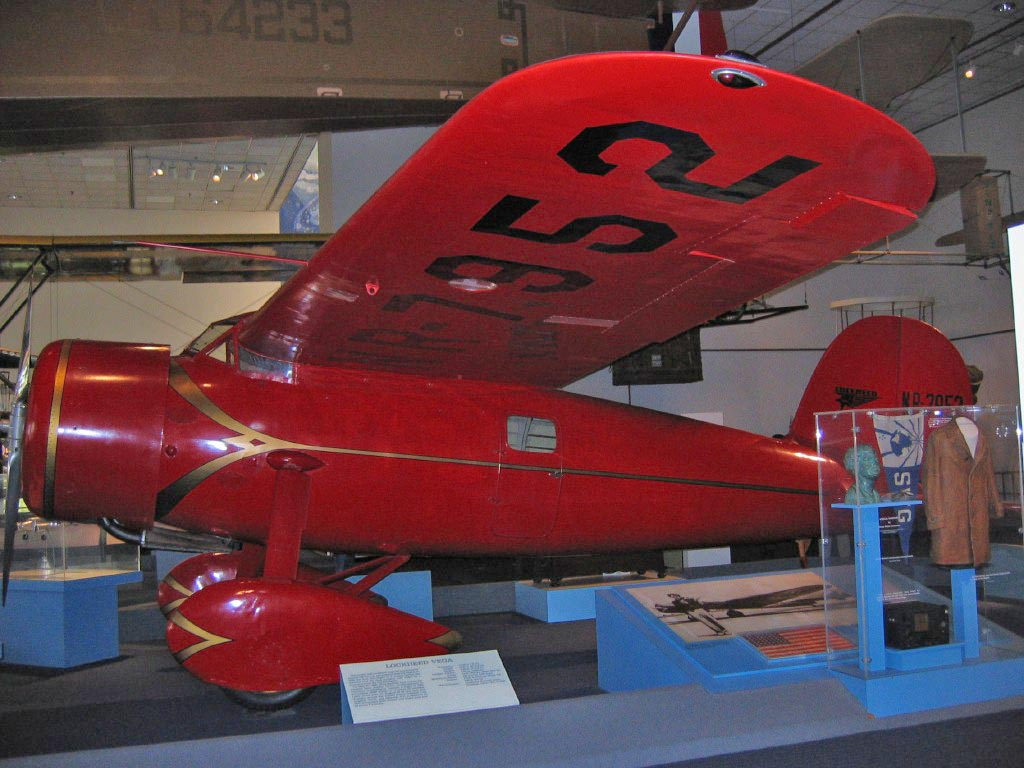
Amelia Earhart két világrekordot is felállított ezzel a Lockheed Vega 5b-vel

Charles Lindbergh 1927-ben repülte át egyedül az Atlanti-óceánt. Ez az egyedülálló teljesítmény felkeltette Amy Phipps Guest, Londonban élő örökösnő figyelmét, aki az első nő szeretett volna lenni, aki ugyanazt az utat megteszi. Megvásárolta a híres felfedező, Richard Byrd admirális Friendship nevű, hárommotoros Fokker gépét erre a célra (pilótaképzése azonban nem volt). Családja nem egyezett bele a veszélyes utazásba. Mivel Guest mindenképpen azt szerette volna, ha egy fiatal nő is eléri ezt a teljesítményt, megkérdezte George Palmer Putnam könyvkiadót, hogy ki lenne alkalmas és képes a feladat végrehajtására. Putnam Earhartot ajánlotta, mert a nő szimpatikus volt számára (később összeházasodtak). Earhart elvállalta az utazást, bár ő maga csak utas volt a gépen, azt egy férfi pilóta és egy navigátor irányították.
Az útra 1928. június 17-én került sor. A felszállás helyszíne Trepassy Bay, Új-Fundland, a pilóta Wilmer Stutz, a navigátor Lou Gordon volt. Bár rádiójuk elromlott, 20 óra 40 perces út után sikeresen leszálltak Wales Burry Port nevű helysége közelében egy folyón.
Bár Earhart csak utas volt, de maga az a tény, hogy nőként elsőként repülte át az Atlanti-óceánt, hírnevet hozott számára. Az újságok ünnepelték, díszes felvonulásokon és banketteken vett részt.
Earhart elhatározta, hogy ismertségét arra használja fel, hogy a nőkkel ismertesse meg a repülést.
1929-ben vezető szerepet játszott a Ninety-Nines szervezet megalakulásában, amit azzal a céllal hoztak létre, hogy minél több nővel ismertessék meg a repülést (a név onnan ered, hogy akkoriban 117 amerikai nőnek volt pilótaigazolványa, és közülük 99-en tagjai lettek a szervezetnek).

## Elért eredmények
1930-ban 291 km/h-val női sebességi rekordot állított fel, majd 1931-ben 5624 méterrel női magassági rekordot ért el. Még ebben az időben is több nő kritizálta Earhartot azért, mert 1928-ban csak utas volt az Atlanti-óceán átrepülésén.
1932. május 20-án indult el egy kétmotoros Lockheed Vega repülőgéppel Új-Fundlandból (Kanada), hogy egyedül repülje át az Atlanti-óceánt. A repülés nem volt könnyű. Az üzemanyag beszivárgott a vezetőfülkébe, a magasságmérő elromlott, és viharos szél dobálta a gépet. Egyszer rövid időn belül 900 métert zuhant a gép, és pörögni kezdett. Mindezek ellenére elérte Írország partjait, és sikeresen leszállt a 15 órás út után. Lindbergh úttörő repülése óta ez volt a második ilyen repülés.
Earhart 3200 kilométeres női távolsági rekordot is felállított. Az út után Earhart a világ egyik legismertebb asszonya lett. Az útról könyvet írt The Fun of It címmel (kb. „ez a móka benne”), ami tovább erősítette hírnevét közvetlen, humoros stílusa miatt. Következő hőstette az volt, hogy 1932. augusztus 24-25-én keresztülrepült az Amerikai Egyesült Államok felett, Kaliforniából indult és New Jersey-be érkezett meg. Az út kevéssel több volt, mint 19 óra, ami szintén rekord volt. A rákövetkező évben Earhart megismételte az utat, ezúttal két órával kevesebb idő alatt. 1935-ben az első pilóta volt, aki Hawaii-ból Kaliforniába repült egyedül. Még abban az évben megállás nélküli repüléssel elsőként tette meg a Los Angeles és Mexikóváros közötti utat, majd néhány héttel később az első repülést Mexikóváros és Newark között (New Jersey).

## Earhart és Noonan utolsó útja
Az elért eredmények imponáltak Edward Elliott-nak, a Purdue University (Indiana állam) elnökének, aki alapítványt hozott létre repüléstechnikai kutatások céljára, és vásárolt Earhart számára egy új repülőgépet. Ez egy korszerű Lockheed Electra volt, sok műszerrel felszerelve. Earhart elhatározta, hogy a géppel egy utolsó nagy utat tesz a Föld körül. Wiley Post és Howard Hughes pilóták már megtettek hasonló utat, de ők északi útvonalat választottak, ami rövidebb volt.
„Ha ezt megcsinálom, abbahagyom a hosszútávú repüléssel való kísérletezést” – mondta Earhart.
Earhart és navigátora, Fred Noonan 1937. június 1-jén Miamiből (Florida állam) szálltak fel és délkeleti irányban kezdték meg az utazást. Brazíliába repültek, majd északkeletre, Szenegál felé vették az irányt. Átrepültek az afrikai kontinens fölött (több helyen leszálltak), érintették az Arab-félsziget déli részét, majd Indiába érkeztek. Ezután délkelet felé fordultak, hogy elérjék Indonéziát. Új-Guinea Lae nevű helyére 1937. június 28-án érkeztek meg. Eddig közel 32 000 km-t tettek meg. A következő „ugrás” volt a legnagyobb: a Howland-sziget a Csendes-óceán közepén fekszik, 3500 km-re akkori helyüktől. Már a felszállás előtt technikai nehézségek akadtak, de az indulás mellett döntöttek, ami július 1-jén megtörtént.
Ahogy a sziget felé közeledtek, Earhart július 2-án rádión időjárás-jelentést kért a sziget térségéről. A sziget közelében vihar volt. Még néhány rádióüzenet érkezett, köztük az elsőben Earhart alacsony üzemanyagszintet jelentett. Az utolsó üzenet helyi idő szerint délelőtt 8:45-kor érkezett. A repülőgép azonban soha nem érkezett meg a szigethez.

### A kutatás
Az Amerikai Haditengerészet azonnal megkezdte a keresést az utolsó rádióüzenet feltételezett helye körzetében. Hiába kereste azonban 66 repülőgép és 9 hajó, nem találtak semmit, sem roncsokat, sem üzemanyagfoltot a víz felszínén. A kutatási költség körülbelül 4 millió dollár volt, és július 18-án az Amerikai Tengerészet feladta a keresést. George Putnam saját költségére finanszírozott további kereséseket, de 1937 októberében már ő sem látott több esélyt. 1939. január 5-én Amelia Earhartot hivatalosan halottá nyilvánították.

## Teóriák az eltűnésével kapcsolatosan
Váratlan eltűnése és a sikertelen roncskeresés miatt számtalan teória született. Több egyéni kutatás is indult az eset felderítésére, de ezidáig nem sikerült egyértelműen bizonyítani, hogy megtalálták volna az eltűnés pontos helyét. Az általánosan elfogadott vélemény szerint a repülőgép navigációs hiba miatt elkerülte a szigetet, kifogyott az üzemanyaga, majd a mély vízbe zuhant.
Nikumaroro
Az elmúlt hetven évben sok kutatócsoport, antropológus és régész próbálkozott az igazság kiderítésével. Egy amerikai antropológus szerint Amelia Nikumaroro (korábban Gardner) szigetén szállt le (a Csendes-óceán eme lakatlan trópusi szigete Kiribatihoz tartozik. A sziget 500 km-re délkeletre helyezkedik el az eredeti célállomáshoz, a Howland szigethez képest), ahol 1940-ben egy nő csontvázát találták meg, de a csontvázról később megállapították, hogy erősen európai jellegű, és kizárták, hogy az Amelia Earhart maradványa lenne.
2014-ben azonosították a Kiribatihoz tartozó Nikumaroro-atollon a gép 1991-ben fellelt egyik darabját. Az áttörést jelentő felfedezés egyúttal azt is jelentheti, hogy Earhart és Nooan gépükkel nem a Csendes-óceánba zuhantak, hanem túlélték a landolást és a Nikumaroro-atollon értek partot. A pilóták így lehet, hogy számkivetettként egy lakatlan szigeten, 500 km-re a Howland-szigettől haltak meg. A Titanic hajóroncsát felfedező Robert Ballard kutatócsoportja 2019 augusztusában két héten át kutatta Nikumaroro térségét, de semmilyen bizonyítékot nem találtak arra, hogy a térségben zuhant volna le a repülőgép.
2025-ben azonban újabb bizonyítékról számoltak be, amikor a repülőgép feltételezett roncsát vélték megtalálni egy műholdfelvételen, amelyet addig homok takart, egy 2014-es ciklon viszont letakarította a homokot, így az láthatóvá vált a műhold számára. Utóbb a szigeten talált, és korábban férfinek tulajdonított csontvázról is megállapították, hogy nőhöz, jó eséllyel Earharthoz tartozik, mivel korábban téves volt az azonosítás. 2025 novemberében ezért expedíció indul a nyomok tisztázására.
Japán fogság
Meg nem nevezett japán szemtanúk szerint Amelia és navigátora japán felségterületen zuhant le, ahol fogságba estek, és úgy haltak meg.
- Egy kutatócsoport úgy véli, hogy a Csendes-óceán mélyén megtalálta Amelia Earhart kétmotoros repülőgépét – írja a CNN.

## Jelentős útjai
- 1928. június 17. – Az első nő volt, aki két társával együtt átrepülte az Atlanti-óceánt (Amelia ezen még csak utasként vett részt).[14]
- 1932. május 20. – Az első nő, aki egyedül repülte át az Atlanti-óceánt (az utat 15 óra alatt tette meg).
- 1935. január 11. – Hawaiiról Kaliforniába repült. (Az előtte próbálkozók mind a tengerbe zuhantak ezen az úton.)
- 1937 - Az egész Földet akarta körberepülni, de a Csendes-óceán térségében, Fred Noonan navigátorral együtt eltűnt.

## Díjak, elismerések
- Distinguished Flying Cross;
- Francia Köztársaság Becsületrendje (French Legion d’Honneur);
- Harmon International Trophy;
- National Geographic Society Medal

## A kultúrában
Navigátorával együtt központi szerepet tölt be a Star Trek: Voyager sci-fi filmsorozat A 37-esek című epizódjában. A történet alternatív választ ad arra a kérdésre, hogy mi történt velük az eltűnésükkor. Az epizód szerint briorik rabolták el őket, és a Delta kvadránsba vitték másokkal egyetemben. Az elraboltak egy részét (köztük Earhartot és Noonant) sztázisfülkébe tették, míg másokat rabszolgaként tartottak. Utóbbiak fellázadtak fogva tartóik ellen, és a lázadás során legyőzték elrablóikat. Utódaik bálványként tisztelték a továbbra is sztázisban tartott személyeket. A mélyálomból a bolygóra érkező Voyager legénysége ébresztette fel őket.